# 아르준 카푸르

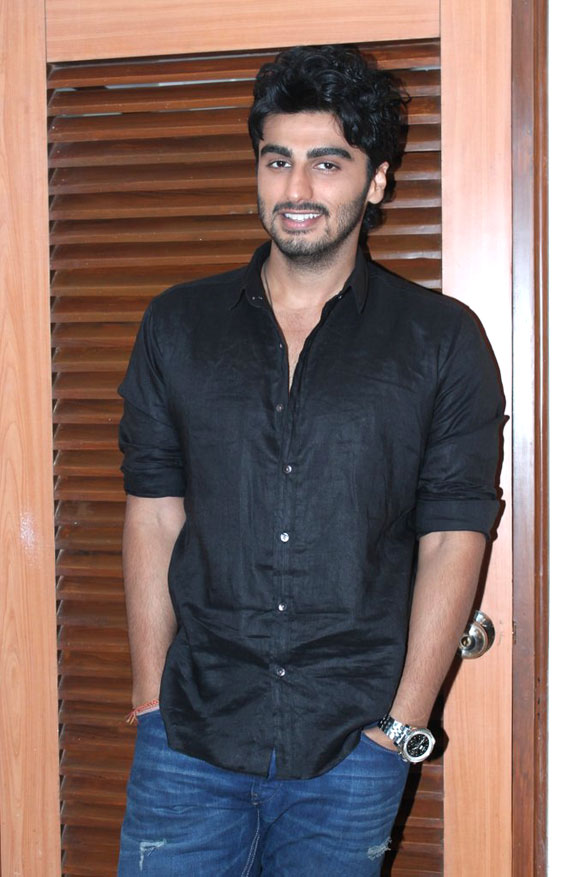

아르준 카푸르(Arjun Kapoor, 1985년 6월 26일 ~ )는 인도의 배우, TV 사회자이다.
뭄바이에서 태어났다.

## 영화
- 무바라칸 (2017년)
- 하프 걸프렌드 (2017년)
- 키 앤 카 (2016년)
- 테바 (2015년)
- 파니를 찾아서 (2014년) - 사비오 역
- 투 스테이츠 (2014년)
- 이샤크자아데 (2012년)
- 원티드 (2009년)
- 노 엔트리 (2005년)